# Quick Star
Quick Star (né le 10 avril 1982, mort le 29 août 2011), est un étalon de saut d'obstacles bai de race Selle français. Il mène une carrière sportive internationale au plus haut niveau, avec 500 000 euros de gains sous la selle de Nick Skelton et de Meredith Michaels Beerbaum. Il devient ensuite un grand étalon reproducteur, agréé dans 20 stud-books différents.

## Histoire
Il naît le 10 avril 1982 au haras de Bouffémont, chez Mme Diane Empain.
Il est acquis en 1997 par Horse import-Export à un riche propriétaire Américain, et rejoint le Haras des M à l'âge de 21 ans pour faire la monte. 

## Descendance
Il est notamment le père de chevaux médaillés aux Jeux équestres mondiaux de 2014 et aux Jeux olympiques de Rio en 2016, Big Star et Orient Express.